# Dubeninki
Dubeninki (deutsch Dubeningken) ist ein Dorf im Powiat Gołdapski im Nordosten der Woiwodschaft Ermland-Masuren in Polen. Es ist Sitz der gleichnamigen Landgemeinde mit 2857 Einwohnern (Stand 31. Dezember 2020).

## Geographische Lage

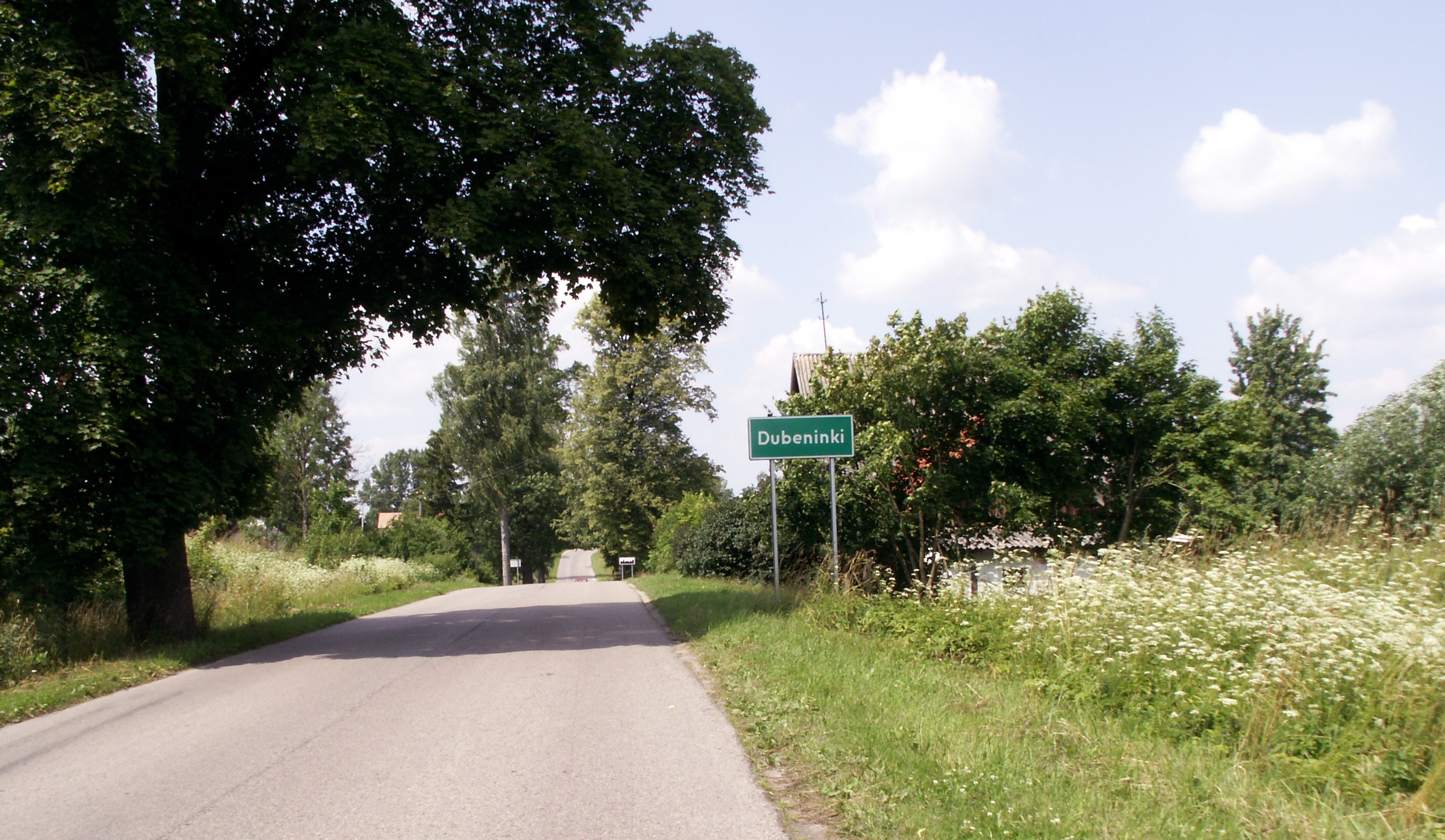
Ortseinfahrt von Dubeninki

Dubeninki liegt am Südrand der Rominter Heide und fünf Kilometer südlich der polnisch-russischen Staatsgrenze. Durch den Ort verläuft die Woiwodschaftsstraße DW651, die die Kreisstadt Gołdap (Goldap) mit Sejny verbindet. Eine Nebenstraße führt von Filipów über Rakówek direkt nach Dubeninki.
Bis 1944 war der Ort Bahnstation an der Bahnstrecke Gumbinnen–Goldap über Tollmingkehmen (Tollmingen) (russisch: Tschistyje Prudy) und Szittkehmen (Wehrkirchen) (heute polnisch: Żytkiejmy) nach Goldap. Sie wurde nach 1945 nicht wieder reaktiviert.

## Geschichte
Dubeninki, in alter Zeit wohl auch Georgeika genanntes Dorf, wurde am 18. März 1874 Amtssitz und namensgebender Ort eines Amtsbezirks, der bis 1945 zum Landkreis Goldap im Regierungsbezirk Gumbinnen der preußischen Provinz Ostpreußen gehörte. Zum Amtsbezirk Dubeninken (ab 25. Juli 1939 Amtsbezirk Dubeningen) gehörten die Orte:
- Blindgallen, 1938–1945 Schneegrund, heute polnisch Błąkały
- Blindischken, 1938–1945 Wildwinklel, polnisch Błędziszki
- Dubeningken, 1938–1945 Dubeningen, polnisch Dubeninki
- Groß Bludszen, 1936–1938 Bludschen, 1938–1945 Forsthausen, polnisch Bludzie Wielkie
- Klein Bludszen, 1936–1938 Klein Bludschen, 1938–1945 Klein Forsthausen, polnisch Bludzie Małe
- Padingkehmen, 1938–1945 Padingen, polnisch Będziszewo
- Szabojeden, 1936–1938 Schabojeden, 1938–1945 Sprindberg, polnisch Żabojady.

Am 3. Juni 1938 – mit offizieller Bestätigung vom 16. Juli 1938 – wurde Dubeningken in Dubeningen umbenannt.
1945 kam Dubeningen infolge des Zweiten Weltkriegs nach Polen und ist heute ein Ortsteil (mit Schulzenamt) in der gleichnamigen Landgemeinde (gmina wiejska). Sie liegt im Powiat Gołdapski der Woiwodschaft Ermland-Masuren (1975–1998 Woiwodschaft Suwałki).

## Religion

### Kirchengebäude

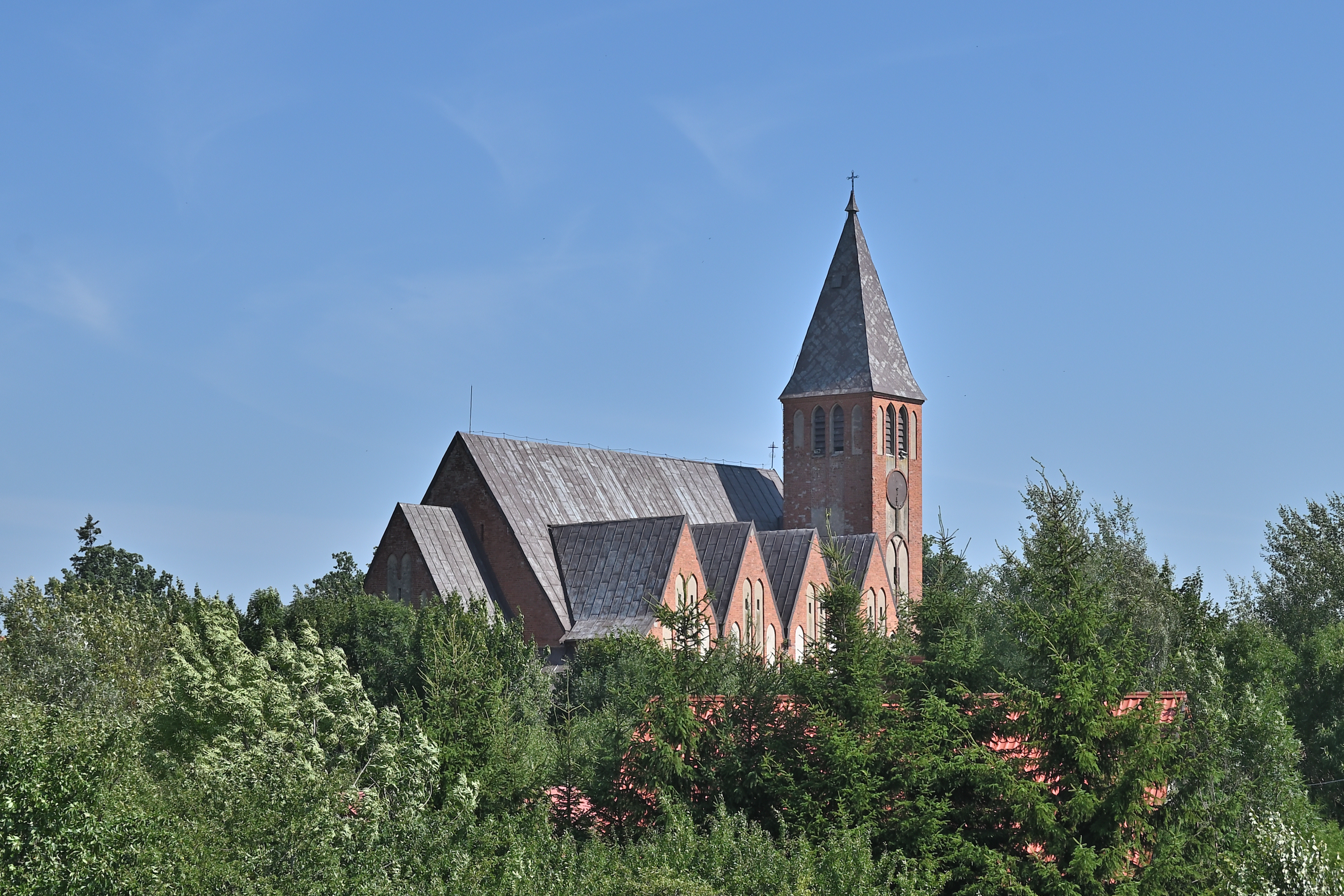
Kirche in Dubeninki

Ein erster Kirchenbau erfolgte in Dubeningken im Jahr 1620. In den folgenden zweihundert Jahren waren drei weitere Bauten notwendig. Die dritte Kirche – ein Holzbau – wurde 1818 von einem Orkan so stark beschädigt, dass 1822 ein vierter Kirchenbau erforderlich wurde, jetzt aus Feldsteinen und Ziegeln. Die jetzige Kirche wurde 1903/04 errichtet und hat die Zeit bis heute überdauert. Wandgemälde und Glasfenster schufen um 1906 die Brüder Rudolf und Otto Linnemann aus Frankfurt.
Die bisher als evangelisches Gotteshaus genutzte Kirche wurde 1945 zugunsten der katholischen Kirche zwangsenteignet. Sie erhielt eine neue Weihe mit der Namensgebung Kościół św. Andrzeja Boboli (Kirche des hl. Andreas Bobola).

### Kirchengemeinde
Die Bevölkerung von Dubeningken war vor 1945 fast ausnahmslos evangelischer Konfession. Im Jahre 1620 wurde in Dubeningken eine eigene Pfarrei gegründet, nachdem vorher eine Anbindung an die in Szittkehmen (polnisch Żytkiejmy) bestanden hatte. Ursprünglich zur Inspektion Gumbinnen (heute russisch: Gussew) gehörig, war das Kirchspiel Dubeningken dann bis 1945 in den Kirchenkreis Goldap in der Kirchenprovinz Ostpreußen der Evangelischen Kirche der Altpreußischen Union eingegliedert.

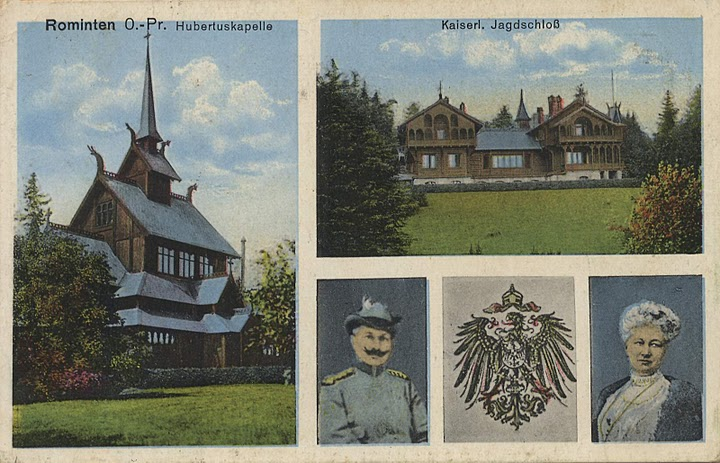
Die Hubertuskapelle und das Jagdschloss in der Rominter Heide mit dem Kaiserpaar

Zum Kirchspiel Dubeningken gehörte auch der Ort Jagdhaus Rominten (bis 1897 Theerbude, danach bis 1918 Kaiserlich Rominten, russisch: Raduschnoje) im Südosten der Rominter Heide (polnisch: Puszcza Romincka, russisch: Krasni Les), der heute auf russischem Staatsgebiet liegt. Hier ließ Kaiser Wilhelm II. in unmittelbarer Nachbarschaft zu seinem neu errichteten Jagdschloss im Jahr 1893 eine Stabkirche im norwegischen Stil erbauen: die Hubertuskapelle.
Nach 1945 sank infolge von Flucht und Vertreibung die Zahl der deutschen Einwohner und damit auch der evangelischen Kirchenmitglieder im Kirchspiel Dubeningken, das zudem durch die Grenzziehung zwischen Polen und der Sowjetunion geteilt wurde. In dem nun Dubeninki genannten Dorf siedelten sich aus ihrer Heimat vertriebene Polen an, die überwiegend katholisch waren. Seit 1962 besteht nun die Pfarrei Dubeninki im Dekanat Filipów im Bistum Ełk (Lyck) der Katholischen Kirche. Hier lebende evangelische Kirchenglieder gehören jetzt zur Kirchengemeinde in Gołdap, die eine Filialgemeinde der Kirche in Suwałki (Suwalken) in der Diözese Masuren der Evangelisch-Augsburgischen Kirche in Polen ist.

### Kirchspielorte
Zum weitflächigen Kirchspiel gehörten außer dem Pfarrort noch 28 Orte bzw. kleinere Ortschaften (* = Schulort):
| Name                                                  | Polnischer Name |  | Name                                                         | Polnischer Name        |
| ----------------------------------------------------- | --------------- |  | ------------------------------------------------------------ | ---------------------- |
| Auxkallen 1938–1945 Bergerode                         | Wysoki Garb     |  | *Matznorkehmen 1938–1945 Matztal                             | Maciejowięta           |
| *Blindgallen 1938–1945 Schneegrund                    | Błąkały         |  | *Meschkrupchen 1938–1945 Meschen                             | Meszno                 |
| Blindischken 1938–1945 Wildwinkel                     | Błędziski       |  | Padingkehmen 1938–1945 Padingen                              | Będziszewo             |
| *Groß Bludszen/Bludschen 1938–1945 Forsthausen        | Bludzie Wiekie  |  | Plautzkehmen 1938–1945 Engern (Ostpr.)                       | Pluszkiejmy            |
| Budweitschen 1938–1945 Elsgrund                       | Budwiecie       |  | Präroszlehnen 1935–1945 Jägersee                             | Przerośl Gołdapska     |
| *Czarnen 1938–1945: Scharnen                          | Czarne          |  | Reif, Forsthaus                                              |                        |
| *Eszergallen/Eschergallen 1938–1945 Äschenbruch       | Kiepojcie       |  | *Rogainen                                                    | Rogajny                |
| Hirschthal                                            |                 |  | Rominten, Jagdhaus (mit kaiserl. Schloss u. Hubertuskapelle) | Raduschnoje (Russland) |
| Katharinenhof                                         | Zawiszyn        |  | Summowen 1938–1945 Summau                                    | Sumowo                 |
| Klein Bludszen/Bludschen 1938–1945: Klein Forsthausen | Bludzie Małe    |  | *Staatshausen                                                | Stańczyki              |
| Langensee bis 1909 Kotziolken                         | Kociołki        |  | Szabojeden/Schabojeden 1938–1945 Sprindberg                  | Żabojady               |
| *Linnawen 1938–1945 Linnau (Ostpr.)                   | Linowo          |  | Thewelkehmen 1938–1945 Tulkeim                               | Barcie                 |
| *Loyen 1938–1945 Loien                                | Łoje            |  | Upidamischken 1938–1945 Altenzoll                            | Tuniszki               |
| Marlinowen 1938–1945 Mörleinstal                      | Marlinowo       |  | Warlin                                                       |                        |

### Pfarrer
Zu den Pfarrern zählten Wilhelm Wittko (1805–1871) und Ferdinand von Freyhold (1836–1899).

### Kirchenbücher
Mehrere Kirchenbücher des Kirchspiels Dubeningken aus der Zeit vor 1945 haben sich erhalten. Sie lagern im Evangelischen Zentralarchiv in Berlin-Kreuzberg:
- Taufen: 1840 bis 1894
- Trauungen: 1840 bis 1944
- Beerdigungen: 1840 bis 1873
- Konfirmationen: 1837 bis 1870.

## Gemeinde
Zur Landgemeinde (gmina wiejska) Dubeninki mit einer Fläche von 205 km² gehören das Dorf selbst und 20 weitere Dörfer mit Schulzenämtern (sołectwa).